# Золотцев, Станислав Александрович
Станисла́в Алекса́ндрович Зо́лотцев (21 апреля 1947, д. Крестки, Псковская область — 4 февраля 2008, Москва) — советский и российский поэт, прозаик, переводчик и публицист. Автор слов гимна города Пскова.

## Биография
Родился 21 апреля 1947 г. в деревне Крестки под Псковом в семье сельских учителей. В юные годы работал слесарем на псковском заводе, окончил вечернюю школу. Затем поступил в Ленинградский государственный университет на филологический факультет (первые два курса был вечерником, работая на Кировском заводе). Окончил английское отделение филологического факультета ЛГУ в 1968 г.

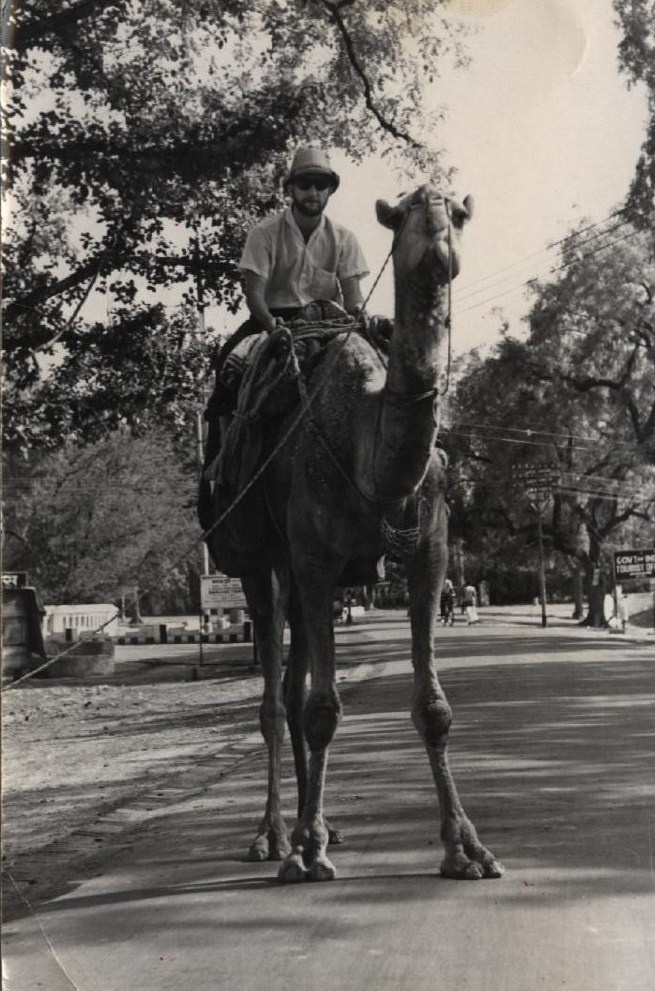
Станислав Золотцев в Индии. 1968 г.

Два года работал переводчиком в Индии. Затем два года преподавал в Историко-архивном институте (Москва), сотрудничал с Интуристом, работая гидом.
С 1972 по 1975 год служил офицером в авиации Северного флота. Затем учился в аспирантуре на кафедре зарубежной литературы МГУ, защитил диссертацию по творчеству Дилана Томаса (Великобритания, Уэльс), кандидат филологических наук.
Стихи Станислава Золотцева впервые напечатаны в 1970 г. (журналы «Аврора», «Новый мир»). Первая книга стихов «Зимняя радуга» вышла в 1975 г., тогда же С. Золотцев был принят в Союз писателей СССР.
За 30 с лишним лет профессиональной деятельности С. Золотцев выпустил 25 книг стихотворений, несколько книг прозы и три книги литературных исследований. Множество его статей, обзоров и других литературно-исследовательских материалов были опубликованы в периодике. Его перу принадлежат более 20 книг переводов из поэзии Востока (бывших советских республик, Индии и арабских стран) и Запада (Великобритании, США, Франции и др.).
С 1975 по 1995 год С. Золотцев был исключительно московским литератором, неоднократно избирался в руководство Союза писателей России и столичной писательской организации. С 1992 по 2000 г. работал руководителем новосозданного Московского Литературного фонда (социально-правовая защита писателей). С 1995 года совмещал эту должность с работой в родном Пскове, где был избран писателями-земляками председателем областного отделения Союза писателей.
Во время событий сентября — октября 1993 года поддержал Верховного совета России. Находясь в Белом доме, написал стихотворение «Гимн грядущей России», впервые прочитано с его балкона на митинге 1 октября.
Обретая земли и моря,
что тебе принадлежат по праву,
возродись, Империя моя,

Русская Великая Держава!
После расстрела, написал стихотворение «Реквием—93»
Блажен, кто погиб в наши смутные дни
За Сербию и Приднестровье,
Блажен, кто гасил под Батумом огни
Своей негасимою кровью.
Но трижды бессмертен и трижды блажен,
Кто, грозным не внемля запретам,
Погиб в октябре у пылающих стен

Российского Дома Советов.
С 2001 г. — на творческой работе; вёл мастер-классы на различных всероссийских и региональных совещаниях и форумах молодых литераторов. Жил по преимуществу в Пскове, не порывая творческих связей с Москвой. Писатель Сергей Павлов в романе «Волшебный локон Ампары» цитирует стихотворение Золотцева «Два коня».
Отец двоих детей и дед двоих внуков, которые живут в Москве.
В последние годы жизни С. Золотцев работал над большим романом-эпопеей о своих земляках-псковичах, планировал обработать эпос народа сето (малочисленный финно-угорский народ, проживающий в Эстонии и Псковской области). В январе 2008 года тяжело заболел пневмонией, затем последовал обширный инфаркт, и 4 февраля писатель скончался.
Похоронен в Пскове на кладбище «Орлецы-2».

## Сочинения

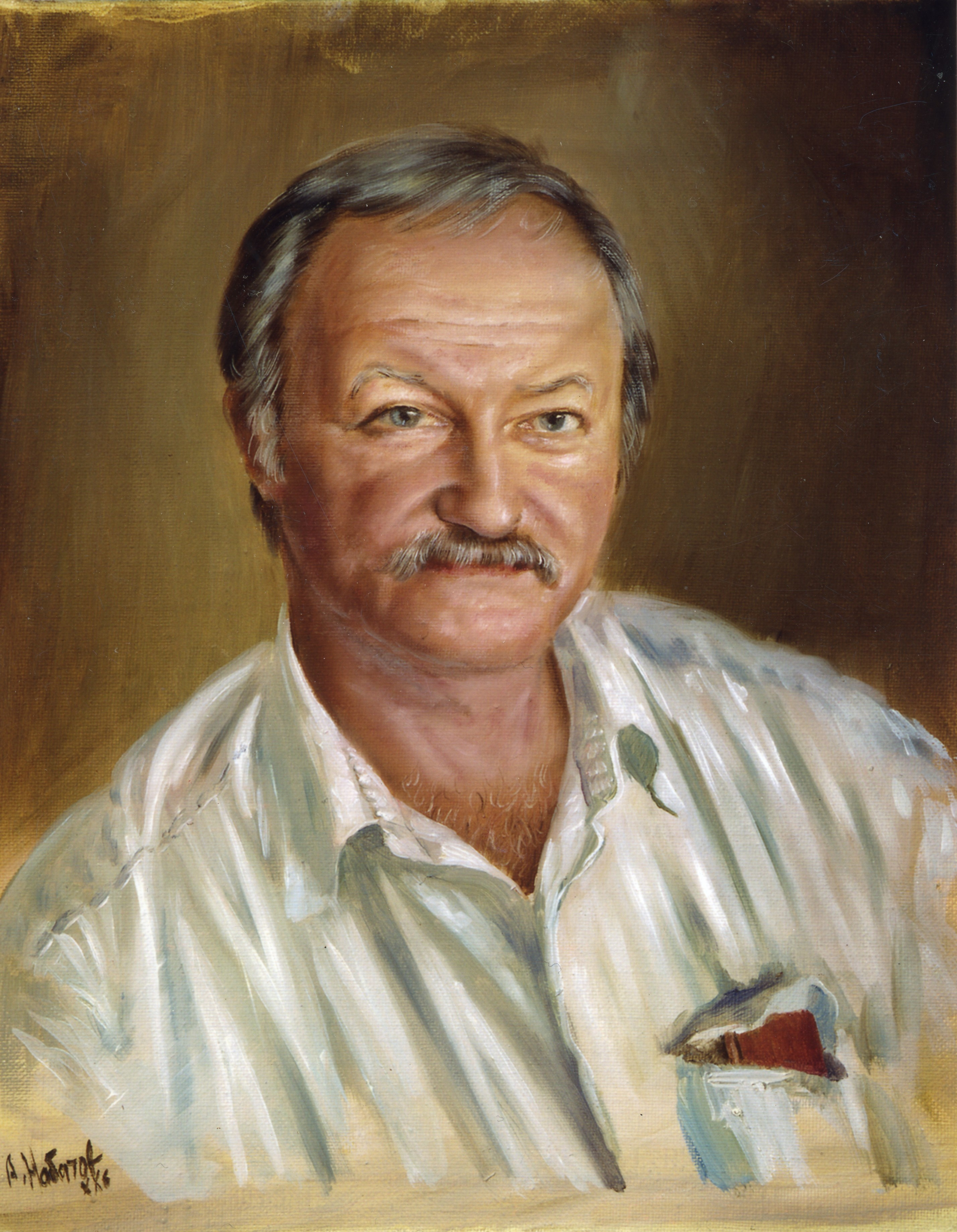
Станислав Золотцев. Портрет работы Анатолия Набатова

### Поэзия
«Зимняя радуга» Стихи. Москва, 1975
«Дело чести» Стихи. Москва, 1977
«Магнитное поле» Стихи и поэмы. Москва, 1980
«По северной тропе» Стихи, поэмы, баллады. Москва, 1985
«Зов Азии» Стихи, переводы. Душанбе, 1987
«Пора брусники» Стихи, баллады. Москва, 1988
«Приворот» Стихи, поэмы. Москва, 1989
«Крылья над морем» Стихи, баллады. Москва, 1989
«В наше время» Стихи. Москва, 1990
«Сыновняя поэма» Книга-родословная в стихах и прозе. Москва, 1991
«Прощёное воскресенье» Стихи. Санкт-Петербург, 1992
«К сынам своим, звеня слезами...» Москва, 1996
«Всё пройдет, а Россия останется…» Стихи. Москва, 1997
«Летописец любви» Стихи, баллады. Москва, 2001
«Псковская рапсодия» Стихи и поэмы. Псков, 2003
«Звезда и Крест Победы» Стихи и поэмы. Псков, 2005
«Четырнадцать колоколов любви» Книга сонетов. Москва, 2006
«Последний соловей» Стихи и поэмы. Москва, 2007
«Русская вера» Стихи. Псков, 2008

### Переводы
Дилан Томас. «К несчастью для смерти» Стихи. Москва, 1994 (с английского)
Саидали Мамур. «Зеленый ветер» Стихи. Душанбе, 1985 (с фарси-таджикского)
Саидали Мамур. «Середина лета» Стихи. Москва, 1988 (с фарси-таджикского)
Рабиндранат Тагор. «Через море» Поэма. Алма-Ата, 1989 (с бенгали)
Аскар Хаким. «Творцы созвучий» Очерки о поэзии. Москва, 1989 (с фарси-таджикского)
Микола Братан (с украинского)

### Проза
«Русский спор» Повесть
«Пьяный ёжик» Повесть
«Мой спаситель» Повесть
«Первый выстрел» Повесть
«Кровь и слёзы Словенских ключей» Рассказ
«Ещё звенят Словенские ключи» Псковский дневник
«Непобеждённый» Повесть
«Как погиб Гавря» Рассказ
«Талабские негры» Рассказ
«Встреча в Париже» Рассказ
«Не ищите женщину…» Рассказ
«Человек из родника» Рассказ
«Ярая кровь» Рассказ
«У подножья синичьей горы» Роман-эссе. Москва, Роман-газета, 1999
«Камышовый кот Иван Иванович» Маленький роман. Псков, 2007
«Столешница столетья» Роман. Псков, 2007
«Тень мастера» Роман. Псков, 2007

### Литературные исследования
«Нет в поэзии провинций» Книга статей о современной поэзии. Москва, 1986
«Боязнь забыть слово» Книга статей о современной поэзии. Мурманск, 1992
«Поэзия и Смута» Книга статей о современной поэзии. Мурманск, 1992
«Искатель живой воды» Сергей Марков. Монография. Журнал «Сибирские огни»
«Нас было много на челне…» Тройной портрет в интерьере поэзии. М. Вишняков, А. Кобенков, А. Казанцев. Журнал «Сибирские огни»
«Заклятье трёх поэтов» Эссе. История одной песни.
«Зажги вьюгу» Игорь Григорьев. Монография. Псков, 2007
«Над Волгой — воля русского стиха» Сборник статей о творчестве тверских поэтов. Тверь, 2007